# ヘルシンキ和平合意
ヘルシンキ和平合意（英：the Helsinki Memorandum of Understanding (MoU)）は、2005年8月15日にインドネシア共和国と自由アチェ運動 (GAM) が調印した和平合意。正式名称は「インドネシア共和国と自由アチェ運動との合意に関する覚書」（英：Memorandum of Understanding between the Government of the Republic of Indonesia and the Free Aceh Movement）。「アチェ和平合意」と記載する場合もある。この合意により、約30年間でおよそ1万5千人が死亡したともいわれるアチェ紛争は停戦に至った。

## 背景
自由アチェ運動（以下GAM）は1976年にアチェ州のインドネシアからの独立を目的として結成され、アチェではGAMとインドネシア政府・国軍との紛争が継続していた。2001年8月にはアチェ州に対する特別自治法「ナングロ・アチェ・ダルサラム州特別自治法」（2001年法律第18号）が制定されたものの、この法律はGAMとインドネシア政府の紛争を終わらせることはできなかった。2002年12月には一旦停戦合意が締結されたものの、このときは軍の不満を抑えることができず、メガワティ政権は2003年6月に軍事非常事態を宣言し、紛争が継続することとなった。だが、2004年12月26日のスマトラ沖地震でアチェ州が地震と津波により甚大な被害を受けたことが和平の切っ掛けとなった。このときアチェ州では約17万人の死者が発生しており、国際社会からの復興支援のためにインドネシア政府とスウェーデンに亡命していたGAM上層部は非公式にだが停戦に合意した。フィンランドのNGOクライシス・マネジメント・イニシアティブ (CMI) 代表でフィンランド前大統領（当時）のマルティ・アハティサーリが仲介者となり、ヘルシンキで和平交渉が行われた。ユドヨノ大統領は和平交渉中の2005年2月以降、軍や警察の要職に自身の元部下や国立士官学校の同期を据え、軍を掌握することで和平に対する軍人の不満を抑え込んだ。

## ヘルシンキ和平交渉
2005年1月27日から29日第1回の和平交渉が非公式に行われた。ここでは、インドネシア政府がアチェ州の「特別自治」を主張し、それを前提として長期的な社会経済開発と復興、武装解除と再編成、民間非常事態宣言の解除、選挙・裁判・人権の保障、和平履行の監視についての協議が行われた。2月21日から23日には第2回がやはり非公式に行われた。このときはGAMが主張する「自治政府」とその後の行程表について協議された。4月12日から16日に第3回となる交渉が行われ、以下7点の項目を協議することで合意した。
- 協議項目
  1. 永久・包括的な解決
  2. アチェの地方行政組織の構成
  3. アチェの地方選挙への参加形式
  4. 恩赦の詳細
  5. インドネシア政府とアチェの歳入の徴収と配分
  6. 和平合意の履行を監視する機関
  7. 交渉過程における停戦の努力

5月26日から31日に第4回の交渉が行われ、自治政府・政治参加・経済的配分・恩赦と社会復帰・人権と司法・治安の回復・監視についてのアジェンダ作成が決定され、またCMIが欧州理事会事務局や応手委員会の専門家から監視機関の設置についての意見を集めることが合意された。7月12日から17日に第5回の交渉が行われ、6項目からなる和平合意草案が作成され8月15日に調印されることが決定した。また、インドネシア政府はEUとASEAN諸国に対しアチェ監視団 (AMM) に人員を派遣するよう要請した。こうして、8月15日に「インドネシア共和国と自由アチェ運動との合意に関する覚書」が調印された。インドネシア政府側はハミド・アワルディン法務・人権相が署名し、GAM側はマリク・マハムドが署名、また立会人としてマルティ・アハティサーリが署名した。ヘルシンキ和平合意の調印によりアチェ紛争は終結し、GAMはアチェの独立要求を取り下げたもののアチェには幅広い自治権が与えられ、またGAMには地方政党を設立する権利が確約された。

## 構成・内容
序文と第1条「アチェ州の統治」、第2条「人権」、第3条「恩赦および社会復帰」、第4条「治安の回復」、第5条「アチェ監視団の設置」、第6条「意見対立の解決」の全6条で構成されている。
序文では両者がアチェ紛争の平和的・包括的な解決で合意した。第1条「アチェ州の統治」では第1項「アチェ統治法」で2006年3月31日までにアチェの統治に関する新法を公布・施行することなどが定められた。また第2項「政治参加」では2006年4月以降アチェで地方首相、議会選挙が実施されることになり、またアチェで地方政党を設立することが認められ、第3条「恩赦および社会復帰」ではGAM関係者に対する大赦を調印後15日以内に実施することが記載され、加えて恩赦対象者には政治参加を含む政治的、社会的、経済的な権利が認められGAMの政治参加が認められる形となった。第5条「アチェ監視団の設置」ではEUとASEAN構成国によるアチェ監視団 (AMM) を設置する旨が記載され、AMMがGAMの武装解除や軍・警察の撤退など、両者が正しく和平合意で定められた責務を果たしているか監視することが定められた。

## 調印後
同年8月30日に布告された大統領令により9月10日までにGAM関係者が1424人釈放された。同年9月15日、EUの主導によりノルウェー、スイス、ASEANのブルネイ、マレーシア、フィリピン、シンガポール、タイの参加の下アチェ監視団 (AMM) が設置された。GAMの武装解除とインドネシア政府の統制外にあった国軍・警察のアチェからの撤退は同年12月21日に完了した。アチェ統治法は和平合意で定められた2006年3月31日より遅れたものの、2006年7月11日に国会で採択された。和平合意から10年が経過した2015年時点で、人権裁判所、要求解決共同委員会、真実和解委員会の設置、天然資源や土地の運用についてのアチェ州の権限に関する部分が実施されていない。

## 評価
EUの駐インドネシア大使Vincent GuÃ©rendと駐ASEAN大使のFrancisco Fontanは2015年に和平合意調印10周年を記念してインドネシアの英語新聞『ジャカルタ・ポスト』に記事を寄稿し、その中で「AMMはアジアでEUが主導した最初の任務であり、最初のASEANとの協力構想だった」と述べた。
拓殖大学の井上治は、インドネシア政府は和平合意の完全実施を目指して努力しているが、憲法などとの整合性や国内の慎重論の説得に苦戦していると評価している。